# Sitodiplosis phalaridis
Sitodiplosis phalaridis är en tvåvingeart som beskrevs av Abbass 1986. Sitodiplosis phalaridis ingår i släktet Sitodiplosis och familjen gallmyggor. Inga underarter finns listade i Catalogue of Life.